# Savoy Brown
Savoy Brown – brytyjska grupa bluesrockowa, działająca od 1965. Powstała w Battersea, jako  część ruchu blues rocka drugiej połowy lat 60. XX wieku. Grupa osiągnęła sukces przede wszystkim w Stanach Zjednoczonych. 

## Skład
- Kim Simmonds – gitara, instrumenty klawiszowe, harmonijka ustna, wokal (od 1965)
- Pat DeSalvo – gitara basowa (od 2009)
- Garnet Grimm – perkusja (od 2009)

- Leo Manning – perkusja (1965–1967)
- Ray Chappell – gitara basowa (1965–1967)
- Brice Portius – wokal (1965–1967)
- John O'Leary – harmonica (1965–1967)
- Trevor Jeavons – instrumenty klawiszowe (1965)
- Bob Hall – klawisze (1965–1970)
- Martin Stone – gitara (1967)
- Chris Youlden – wokal (1967–1970)
- Bob Brunning – gitara basowa (1967–1968)
- Dave Peverett – gitara, wokal (1967–1971, 1992–1994)
- Hughie Flint – perkusja (1967–1968)
- Rivers Jobe – gitara basowa (1968)
- Bill Bruford – perkusja (1968)
- Roger Earl – perkusja (1968–1971; gościnnie – 1994–1999)
- Tony Stevens – gitara basowa (1968–1971)
- Paul Raymond – instrumenty klawiszowe (1971–1974, 1974–1976)
- Dave Bidwell – perkusja (1971–1974, 1974–1975)
- Dave Walker – wokal (1971–1972, 1986–1991)
- Andy Silvester – gitara basowa (1971–1972)
- Andy Pyle – gitara basowa (1972–1974)
- Ron Berg – perkusja (1972–1974)
- Jackie Lynton – wokal (1972–1974)
- Miller Anderson – gitara, wokal (1973–1974)
- Eric Dillon – perkusja(1973–1974)
- Jimmy Leverton – bass (1973–1974)
- Stan Webb – gitara, wokal (1973–1974)
- Tom Farnell – perkusja (1974–1978)
- Andy Rae – gitara basowa (1974–1975)
- Ian Ellis – gitara basowa (1975–1978)
- Don Cook – gitara basowa (1978–1980)
- Richard Carmichael – perkusja(1978–1980)
- Keith Boyce – perkusja (1980–1982)
- John Humphrey – gitara basowa (1980–1982)
- Steve Lynch – gitara (1980)
- Ralph Morman – wokal (1980–1982)
- Barry Paul – gitara (1980–1982)
- Todd Hart – wokal (1984–1985)
- Speedo Jones – wokal, harmonijka (1985–1986)
- Chris Romanelli – gitara basowa (1985–1986)
- Jimmy Dagnesi – gitara basowa (1986–1989)
- Al Macomber – perkusja (1986–1989)
- Jimmy Kunes – wokal (1986)
- Shmutza-Hideous – instrumenty perkusyjne (1986–1988)
- Rick Jewett – instrumenty klawiszowe (1989–1992)
- Pete Mendillo – perkusja (1989–1991)
- Lou Kaplan – gitara basowa  (1989–1990)
- Jeff Adams – gitara (1990–1991)
- Steve Behrendt – perkusja (1990–1991)
- Loren Kraft – gitara basowa  (1990–1991)
- Pete McMahon – wokal, harmonijka (1991–1994)
- Phil McCormack – wokal (1991–1992)
- Joe Pierleoni – perkusja (1991–1992)
- Andy Ramirez – gitara basowa  (1991–1992)
- Jim Heyl – gitara basowa (1992–1994)
- Dave Olson – perkusja (1992–1994)
- Tom Compton – perkusja (1994–1999)
- Nathaniel Peterson – gitara basowa, wokal (1994–1999)
- Gerry Sorrentino – gitara basowa (1999–2009)
- Dennis Cotton – perkusja (1999–2007)
- David Malachowski – gitara (1999–2005)
- Mario Staiano – perkusja (2005–2009)
- Joe Whiting – wokal, saksofon (2009–2012; gościnnie – 1991–1992)

## Dyskografia
- Shake Down (1967)
- Getting to the Point (1968)
- Blue Matter (1969 – US #182)
- A Step Further (1969 – US #71)
- Raw Sienna (1970 – US #121)
- Looking In (1970 – UK #50; US #39)
- Street Corner Talking (1971 – US #75)
- Hellbound Train (1972 – US #34)
- Lion's Share (1972 – US #151)
- Jack the Toad (1973 – US #84)
- Boogie Brothers (1974 – US #101)
- Wire Fire (1975 – US #153)
- Skin 'n' Bone (1976 – US #206)
- Savage Return (1978 – US #208)
- Rock 'n' Roll Warriors (1981 – US #185)
- Greatest Hits – Live in Concert (1981)
- Just Live (1981; nagrano 1970)
- Live in Central Park (1985; nagrano 1972; Relix Records RRLP 2014)
- Slow Train (1986; Relix Records RRLP 2023)
- Make Me Sweat (1988)
- Kings of Boogie (1989)
- Live and Kickin (1990)
- Let It Ride (1992)
- Bring It Home (1994)
- Live at the Record Plant (1998; nagrano 1975)
- The Bottom Line Encore Collection (1999; live, nagrano 1981)
- The Blues Keep Me Holding On (1999)
- Looking from the Outside – Live '69 & '70 (2000)
- Jack the Toad – Live 70/72 (2000)
- Strange Dreams (2003)
- You Should Have Been There (2005)
- Steel (2007)
- Too Much Of A Good Thing (2009)
- Voodoo Moon (2011)
- Songs From The Road (2013)
- Goin' to the Delta (2014)
- Still Live After 50 Years Volume 1 (2015)
- The Devil to Pay – 2015 (jako 'Kim Simmonds and Savoy Brown')
- Witchy Feelin' – 2017
- City Night – 2019
- Ain't Done Yet – 2020
- Taking The Blues Back Home – 2020